# Čeněk Gregor
Čeněk Gregor (ur. 17 sierpnia 1847 w Svratce, zm. 5 listopada 1917 w Pradze) – czeski architekt i polityk, burmistrz Pragi w latach 1893–1896.

## Życiorys
Ukończył Politechnikę Praską. Następnie pracował w biurze architekta Josefa Hlávki i zajmował się m.in. budową szpitali w Pradze. Około 1872 zamieszkał w Pradze, ożenił się i założył własną firmę projektową i budowlaną. Pracował m.in. przy odbudowie Teatru Narodowego w Pradze po pożarze w 1881, budowie dworca Praga Główna i budowie kościoła św. Wacława w Smíchovie.
W 1890 został mianowany zastępcą burmistrza Pragi i rozpoczął prace nad przebudową i modernizacją miasta. Jego działania zmierzające do modernizacji historycznych dzielnic miasta spotkały się z dużym sprzeciwem. 17 listopada 1893 został wybrany burmistrzem Pragi. W 1984 rozpoczął budowę nowoczesnej kanalizacji i sieci wodociągowej w mieście, za jego kadencji wybudowano również pierwsze połączenie tramwajowe Florenc – Libeň – Vysočany. W 1895 został patronem wielkiej wystawy etnograficznej w Pradze. W 1896 nie ubiegał się o reelekcję. Do końca życia pozostał członkiem rady miejskiej, większość czasu poświęcał jednak prowadzeniu własnego przedsiębiorstwa.
Zmarł w 1917 i pochowany został na Cmentarzu Olszańskim w Pradze.